# Burgschänke Goldener Löwe

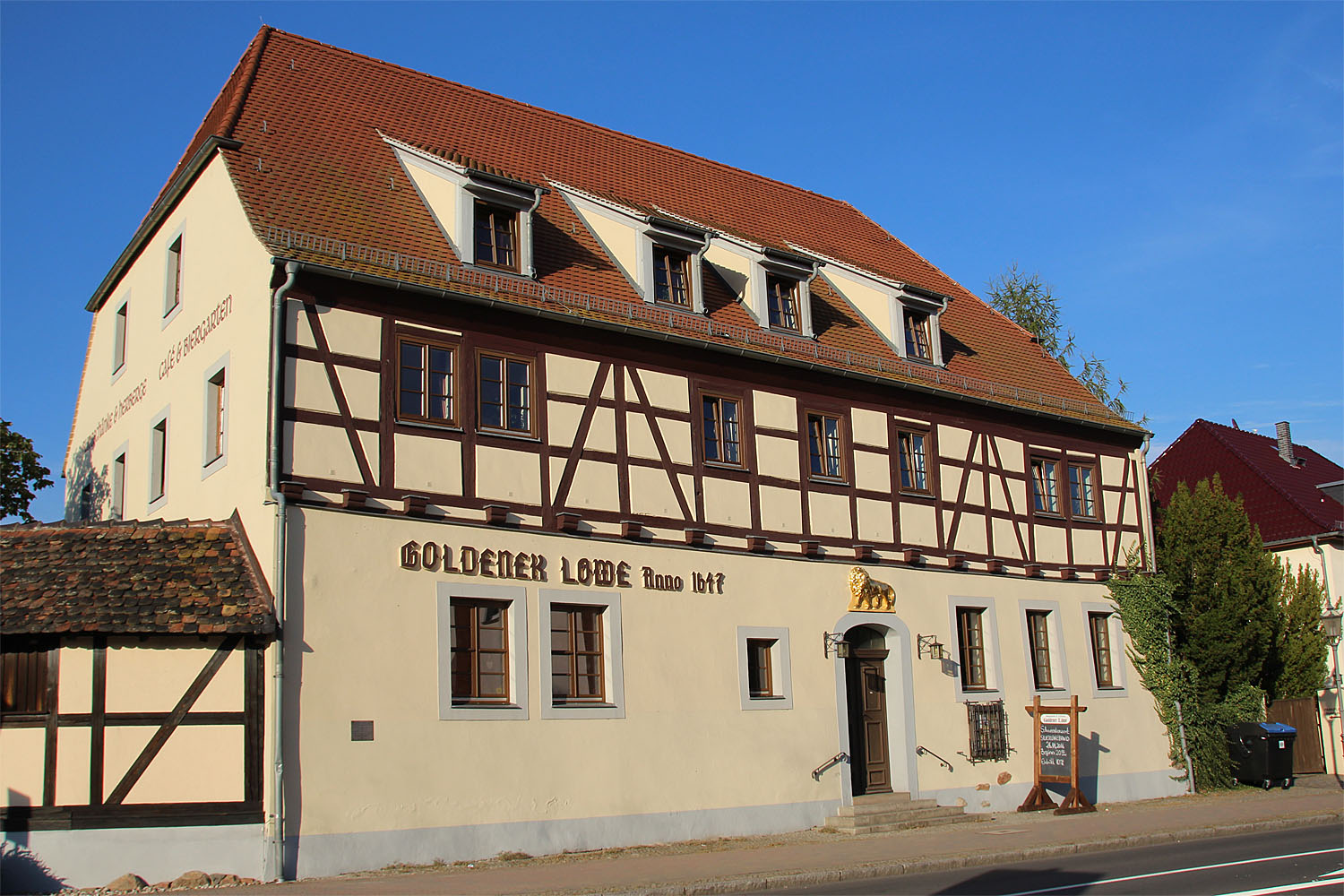
Burgschänke „Goldener Löwe“

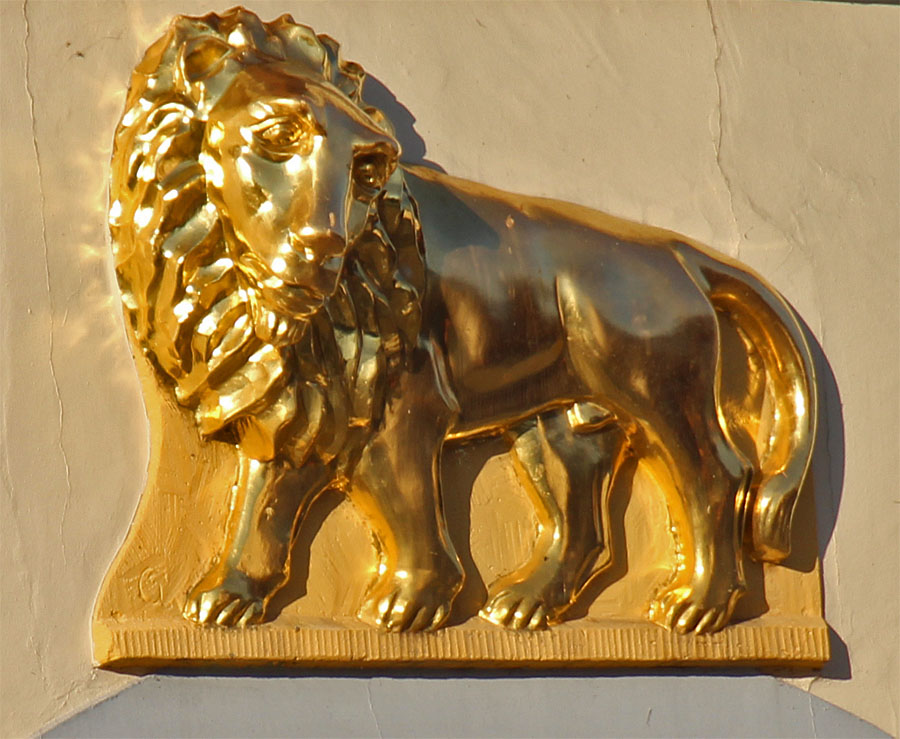
Goldener Löwe über der Eingangstür

Die Burgschänke „Goldener Löwe“ ist ein in seinen Anfängen angeblich auf das 11. Jahrhundert zurückgehendes historisches Gebäude in Bad Düben, welches seit 1647 ein Gaststättenprivileg besitzt.

## Geschichte
Ursprünglich war das Erdgeschoss eine Kirche, die dem Heiligen Wenzeslaus geweiht war. Erbaut wurde sie vermutlich im 11. Jahrhundert in dem damaligen Suburbium, der ersten Siedlung deutscher Handwerker und Händler, im Schutze der Burg Düben. Damit war sie vermutlich eines der ersten steinernen Gebäude der gesamten Region. Im Zuge der Reformation wurde sie als Kirche aufgegeben. Im Jahr 1647 erhielt das benachbart stehende Freigut ein Gaststättenprivileg, für dessen Inanspruchnahme man den ehemaligen Kirchenbau nutzte. Durch den Dübener Stadtbrand im Jahr 1716 wurde das Gebäude beschädigt und erhielt bei dem Wiederaufbau sein heutiges Erscheinungsbild mit dem aufgesetzten oberen Stockwerk. Heute wird der umgangssprachliche „Goldene Löwe“ als Gastwirtschaft und Beherbergungsbetrieb betrieben.